# Bistum Limerick
Das Bistum Limerick (irisch: Deoise Luimnigh, lat.: Dioecesis Limericiensis) ist eine in Irland gelegene römisch-katholische Diözese mit Sitz in Limerick.

## Geschichte

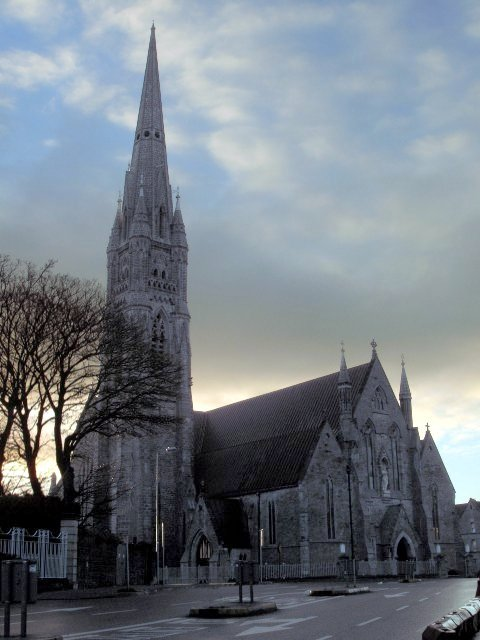
Kathedrale St. John the Baptist in Limerick

Das Bistum Limerick wurde im 7. Jahrhundert errichtet. 1152 wurde das Bistum Limerick dem Erzbistum Cashel und Emly als Suffraganbistum unterstellt.